# روبرت ليم
روبرت ليم (بالإنجليزية: Robert Lim)‏ هو طبيب أمريكي، ولد في 15 أكتوبر 1897 في سنغافورة، وتوفي في 8 يوليو 1969 في إلخارت في الولايات المتحدة.